# Sphaerius texanus
Sphaerius texanus is een keversoort uit de familie oeverkogeltjes (Sphaeriusidae). De wetenschappelijke naam van de soort werd in 1899 gepubliceerd door Andrew Matthews.